# Френсіс Тамблті
Френсіс Тамблті (англ. Francis Tumblety; бл. 1833 — 28 травня 1903, Сент-Луїс, Міссурі) — ірландсько-американський лікар-шарлатан, відомий своїми «індіанськими» ліками та епатажно-фланерським стилем життя. Заробив значний капітал, мандруючи Сполученими Штатами й Канадою й продаючи «ліки від усього».
Потрапив у поле зору лондонської поліції під час розслідування серії вбивств Джека-Різника 1888 року та згодом був названий одним із головних підозрюваних у цій справі. Помер у США від серцевої слабкості, залишивши суперечливий спадок і низку історичних спекуляцій навколо власної особистості та можливої причетності до жорстоких злочинів.

## Біографія
Френсіс Тамблті народився приблизно 1833 року в Ірландії, у сім'ї Джеймса та Маргарет Тамуелті (англ. James and Margaret Tumuelty), які разом із дітьми емігрували до США за кілька років після народження сина. За даними перепису 1850 року, родина оселилася в Рочестері, штат Нью-Йорк, де 17-річний Френсіс торгував книгами вздовж каналу Ері — ймовірно, й порнографічними.

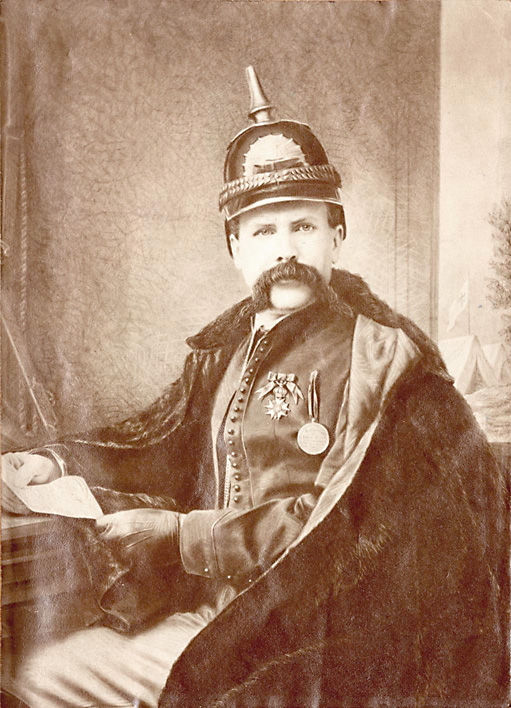
Френсіс Тамблті у військовій формі.

Незважаючи на відсутність формальної медичної освіти, Тамблті якийсь час працював прибиральником у госпіталі Ліспенарда в Рочестері, перш ніж остаточно покинути родинний дім близько 17 років і не повертатися туди протягом десяти років. Надалі Тамблті позиціонував себе «лікарем індіанських трав», продаючи сумнівні еліксири та мазі під брендом «Tumblety's Pimple Destroyer» і подібними назвами. Він епатажно з'являвся на вулицях великих міст у строкатому вбранні, прогулюючись із великими собаками та прислугою в аналогічних костюмах, що приносило йому безплатну рекламу й публічність у газетах.
У 1865 році його затримали в Вашингтоні за підозрою в причетності до вбивства президента Авраама Лінкольна (через знайомство з Давідом Герольдом, який супроводжував Джона Вілкса Бута), проте звільнили без пред'явлення обвинувачень через відсутність доказів. У 1881 році його заарештували в Новому Орлеані за кишенькову крадіжку, але і тут справа не дійшла до вироку.
Тамблті кілька разів відвідував Європу, зокрема Ірландію, Шотландію, Англію, Німеччину та Францію. У 1888 році його заарештували в Лондоні за звинуваченням у «грубій непристойності» (гомосексуальний інцидент). Однак, уникнувши судового розгляду під заставу в £300, він втік до Франції під ім'ям «Френк Таунсенд», а вже 24 листопада 1888 року повернувся до США.
Після повернення до США Тамблті продовжував продавати свої «трав'яні» ліки, оселившись у Балтиморі, штат Меріленд, за даними перепису 1900 року. Останні місяці життя він провів у Сент-Луїсі, де 28 травня 1903 року помер від серцевої недостатності під ім'ям «Таунсенд». Був похований на цвинтарі Holy Sepulchre у Рочестері; його стан у $138 000 (приблизно $4,5 млн сучасних доларів) став предметом багаторічної судової тяганини серед спадкоємців.

## Підозри в убивствах «Джека-Різника»
Під час «різницької» серії вбивств у Вайтчепелі (1888) Тамблті перебував у Лондоні, що й зафіксовано у картотеках поліцейського управління.
У 1913 році колишній очільник Секретного відділу Метрополітен-поліції Джон Літтлчайлд надіслав листа журналісту Джорджу Сімсу, в якому прямо назвав Тамблті «дуже ймовірним» підозрюваним у вбивствах «Джека-Різника» через його екстремальну мізогінію та кримінальне минуле.
Кримінальні історики Стюарт Еванс і Пол Скіннер висвітлили в книзі Jack the Ripper: First American Serial Killer докази тимчасового проживання Тамблті в одному з лондонських готелів у період убивств, що посилило його статус головного американського підозрюваного. Проте інші ріперологи вказують на невідповідності в описах росту, віку та зовнішнього вигляду — вік (приблизно 55–56 років у 1888 році), зріст (не менше 170 см) та рясні вуса не відповідають описам свідків.